# Unione di comuni montani Appennino Pistoiese
L'Unione di comuni montani Appennino Pistoiese è una unione di comuni della Toscana, in provincia di Pistoia, formata dai comuni di: Abetone Cutigliano, San Marcello Piteglio e Sambuca Pistoiese. Tale ente è subentrato alla vecchia Comunità Montana Appennino Pistoiese, anche se ha interessato solo i territori dei comuni sopra citati, anziché per l'intera estensione di pertinenza giuridica dell'organismo soppresso, coinvolgente anche i comuni di Montale, Pescia e Marliana.